# Ernst-Christoph Meier
Ernst-Christoph Meier (* 1956 in Schopfheim) ist ein deutscher Politikwissenschaftler und Ministerialbeamter. Er war von 2006 bis 2012 Direktor und Professor des Sozialwissenschaftlichen Instituts der Bundeswehr.

## Leben
Meier besuchte das Theodor-Heuss-Gymnasium Schopfheim und studierte nach dem Abitur von 1976 bis 1983 Politikwissenschaften und Germanistik an der Christian-Albrechts-Universität zu Kiel, der Universität Wien und der Albert-Ludwigs-Universität Freiburg. Nach dem Staatsexamen für das höhere Lehramt studierte er für zwei Jahre an der Paul H. Nitze School of Advanced International Studies der Johns Hopkins University in Washington, D.C. 1986 wurde er an der Albert-Ludwigs-Universität Freiburg mit der Dissertation Deutsch-amerikanische Sicherheitsbeziehungen und der NATO-Doppelbeschluss. Die Auswirkungen NATO-interner Interessendivergenzen auf die Nuklearpolitik des Bündnisses zum Dr. phil. promoviert. Dazu interviewte er zuvor Beamte der US-Administrationen Carter und Reagan.
Von 1987 bis 1988 war er Referent für die Stiftung Wissenschaft und Politik (SWP) in Ebershausen. 1988 wechselte er in den Planungsstab des Auswärtigen Amts nach Bonn. 1989 wurde er Referent im Führungsstab der Streitkräfte (Fü S) im Bundesministerium der Verteidigung, wo er bis 1996 für Militärpolitik und Rüstungskontrolle zuständig war. Danach wurde er als Ministerialrat Arbeitsbereichsleiter beim Planungsstab des Bundesministers der Verteidigung (PlStab). Von 2006 bis 2012 war er als Direktor und Professor des Sozialwissenschaftlichen Instituts der Bundeswehr (SOWI) in Strausberg. Seit 2014 ist Meier Referatsleiter in der Unterabteilung Politik II im Bundesministerium der Verteidigung und dort zuständig für Rüstungskontrolle, Vertrauensbildung, Nichtverbreitung und OSZE (Organisation für Sicherheit und Zusammenarbeit in Europa).
Seine Forschungsschwerpunkte sind in den Bereichen Nichtverbreitungspolitik, Rüstungskontrolle und Sicherheitspolitik. Meier veröffentlicht u. a. ein Wörterbuch zur Sicherheitspolitik, das 2021 in der neunten Auflage erschien. Im Januar 2024 erschien eine Monografie zur Rüstungskontrolle nach der „Zeitenwende“.

## Schriften (Auswahl)

### Monografien (Autorenschaft)
- Mehr Sicherheit für Deutschland. Abrüstung und Rüstungskontrolle nach der Zeitenwende. Mittler, Hamburg 2024, ISBN 978-3-8132-1132-0
- Deutsch-amerikanische Sicherheitsbeziehungen und der NATO-Doppelbeschluss. Die Auswirkungen NATO-interner Interessendivergenzen auf die Nuklearpolitik des Bündnisses (= Historische Forschungen, 19). 2 Bände, Schäuble, Rheinfelden 1986, ISBN 3-87718-225-9.
- Die Null-Lösung für die nuklearen Mittelstreckensysteme. Westliche Nuklearpolitik zwischen Modernisierungs- und Abrüstungsorientierung. Hrsg. von der Stiftung Wissenschaft und Politik, Ebershausen 1988.
- SOWI 35. 35 Jahre Sozialwissenschaftliches Institut der Bundeswehr. Hrsg. vom Sozialwissenschaftlichen Institut der Bundeswehr, Strausberg 2009 (PDF).

### Herausgeberschaften
- mit Karl-Heinz Kamp, Rainer Meyer zum Felde: Wörterbuch zur Sicherheitspolitik. Deutschland in einem veränderten internationalen Umfeld. 9. überarbeitete Auflage, Mittler, Hamburg 2021, ISBN 978-3-8132-0962-4.

### Beiträge in Sammelbänden
- Die Verteidigungspolitischen Richtlinien der Bundeswehr im Spannungsfeld zwischen internationalen Anforderungen und nationalen Beschränkungen. In: Joachim Krause, Jan C. Irlenkaeuser (Hrsg.): Bundeswehr – die nächsten 50 Jahre. Anforderungen an deutsche Streitkräfte im 21. Jahrhundert. Budrich, Opladen 2006, ISBN 3-86649-006-2, S. 63–74.
- Einführungen des Direktors des Sozialwissenschaftlichen Instituts der Bundeswehr zur Eröffnung des Workshops. In: Angelika Dörfler-Dierken, Gerhard Kümmel (Hrsg.): Identität, Selbstverständnis, Berufsbild. Implikationen der neuen Einsatzrealität für die Bundeswehr (= Schriftenreihe des Sozialwissenschaftlichen Instituts der Bundeswehr, Band 10). VS Verlag für Sozialwissenschaften, Wiesbaden 2010, ISBN 978-3-531-17518-8, S. 19–20.
- Vom Verteidigungsauftrag des Grundgesetzes zum Begriff Vernetzter Sicherheit – Zur politischen Einordnung des Weißbuchs 2006. In: Angelika Dörfler-Dierken, Gerd Portugall (Hrsg.): Friedensethik und Sicherheitspolitik. Weißbuch 2006 und EKD-Friedensdenkschrift 2007 in der Diskussion (= Schriftenreihe des Sozialwissenschaftlichen Instituts der Bundeswehr, Band 8). VS Verlag für Sozialwissenschaften, Wiesbaden 2010, ISBN 978-3-531-16747-3, S. 53–69.